# Abraham Flores
Abraham Flores Cruz (ur. 14 lipca 2002 w Tijuanie) – meksykański piłkarz występujący na pozycji lewego obrońcy, od 2024 roku zawodnik Dorados.